# Arthroleptis aureoli
Arthroleptis aureoli (Schiøtz, 1964) è un anfibio anuro, appartenente alla famiglia degli Artroleptidi.

## Etimologia
L'epiteto specifico è stato in riferimento al luogo della sua scoperta, il monte Aureol.

## Distribuzione e habitat
È endemica della Sierra Leone. Si trova nella Penisola di Freetown.